# Hoài Anh (nhà thơ)

Nhà thơ Hoài Anh

Hoài Anh (8 tháng 7 năm 1938 – 24 tháng 3 năm 2011) là một nhà thơ, nhà nghiên cứu phê bình, nhà biên kịch của Việt Nam. Ông quê ở Văn Ấp, Bình Lục, Hà Nam.

## Tiểu sử
Hoài Anh tên thật là Trần Trung Phương, sinh ngày 8 tháng 7 năm 1938 (gia đình ông cho rằng thật ông ra sinh năm 1936) tại Văn Ấp, Bình Lục, Hà Nam.
Thời kháng chiến chống Pháp ông tham gia quân đội ở huyện đội Bình Lục, Liên khu III.
Sau năm 1955, ông công tác tại Sở Văn hoá Thông tin và Hội văn nghệ Hà Nội.
Từ năm 1975,ông làm việc tại Xưởng phim truyện Việt Nam, Tuần báo văn nghệ TP.HCM.
Ông là hội viên Hội nhà văn Việt Nam, Hội Nghệ sĩ Sân khấu Việt Nam.
22h10 ngày 24 tháng 3 năm 2011, ông mất tại Bệnh viện Nguyễn Trãi sau một thời gian ngắn lâm bệnh.

## Tác phẩm

### Thơ, Dịch thơ
- Tập thơ Gió vào trận bão (in chung) – 1967 – Nhà xuất bản Văn học
- Từ hương đến mật – 1987 – Nhà xuất bản Văn nghệ Thành phố Hồ Chí Minh
- Dạ lan – 1989 – Nhà xuất bản Tác phẩm mới
- 99 ngọn – 1991 – Nhà xuất bản Văn học
- Trường ca Điện Biên, Tổ khúc Hà Nội – 1995 – Nhà xuất bản Văn nghệ Thành phố Hồ Chí Minh
- Tầng ngày – 2001 – Nhà xuất bản Văn nghệ Thành phố Hồ Chí Minh
- Thư – Thơ – 2001 – Nhà xuất bản Trẻ
- Một trăm bài thơ Đường – 2005 – Nhà xuất bản Đồng Nai
- 7 thế kỷ thơ tình Pháp – 2001 – Nhà xuất bản Đồng Nai

### Truyện & Tiểu thuyết
- Ngựa ông đã về – 1978 – Nhà xuất bản Kim Đồng
- Đuốc lá dừa – 1981, 1994, 1995 – Nhà xuất bản Măng Non, Nhà xuất bản Trẻ; 2002 – Nhà xuất bản Kim Đồng
- Đầu gió – 198 6– Nhà xuất bản Trẻ
- Rồng đá chuyển mình – 1987 – Nhà xuất bản Đồng Nai; 2002 – Nhà xuất bản Kim Đồng
- Chim gọi nắng – 1989 – Nhà xuất bản Tiền Giang
- Chuyện tình Dương Vân Nga – 1990 – Nhà xuất bản Thanh niên
- Hương thơm và nọc độc – 1990 – Nhà xuất bản Long An
- Chúa Chổm ba mươi sáu tàn vàng – 1990 – Nhà xuất bản Thành phố Hồ Chí Minh
- Sứ mệnh phù Lê – 1991 – Nhà xuất bản Lao động
- Bùi Hữu Nghĩa, mối duyên vàng đá – 1998 – Nhà xuất bản Văn học; 2003 – Nhà xuất bản Kim Đồng
- Có công mài sắt – 1996, 1998 – Nhà xuất bản Trẻ
- Ỷ Lan phu nhân – 1996 – Nhà xuất bản Văn học, 2002 – Nhà xuất bản Kim Đồng
- Nguyễn Thông – Vọng Mai Đình – 2000 – Nhà xuất bản Văn nghệ Thành phố Hồ Chí Minh

### Nghiên cứu, Biên dịch, Tiểu luận, phê bình văn học
- Chân dung văn học – 2001 – Nhà xuất bản Hội nhà văn
- Chân dung thơ – 2001 – Nhà xuất bản Hội nhà văn
- Tìm hoa quá bước – 2001 – Nhà xuất bản Văn học
- Tác gia kịch nói và kịch thơ – 2003 – Nhà xuất bản Sân khấu
- Gia Định tam gia – 2003 – Nhà xuất bản Đồng Nai
- Xác và hồn của tiểu thuyết, biên khảo, Nhà xuất bản Văn học.

### Bút ký
- Hà Nội dưới bóng tượng bà đầm xòe (2010 – Nhà xuất bản Văn học)

### Tác phẩm sắp in
- Chân dung người làm văn hóa, Nhà xuất bản Văn học.

## Đánh giá
| “                    | "Ông có bảy cái không: Không nói về mình, không xe cộ (suốt đời cuốc bộ), không bao giờ ăn mặc bảnh bao, không nhà đất, không danh hiệu, chức vị, không xu nịnh, cơ hội, không chung chiếu với những kẻ phi nhân cách!". | ” |
| — Nhà văn Triệu Xuân | |   |

| “                 | "Ông Hoài Anh ơi! Ông tài nhưng kín đáo quá xá! Về tôi, thơ phú thế nào, tiểu thuyết ra sao, bồ bịch nhiều ít, cái gì ông cũng biết. Vậy mà về đời tư của ông, tôi mù tịt, cạy răng ông cũng không nói!". | ” |
| — Nhà thơ Thu Bồn | |   |

## Giải thưởng
- Giải thưởng của Hội Nghệ sĩ sân khấu Việt Nam cho tác phẩm kịch Xe pháo mã.
- Giải thưởng Văn học Thiếu nhi 1981–1983 của Hội nhà văn Việt Nam cho truyện lịch sử Đuốc lá dừa.
- Giải thưởng lý luận phê bình 2002–2003 của Hội nhà văn Việt Nam cho tác phẩm Chân dung văn học .
- Giải A về nghiên cứu phê bình 2003 của Hội Nghệ sĩ Sân khấu Việt Nam cho tác phẩm Tác giả kịch nói và kịch thơ.[4]